# Kantongerecht Tholen

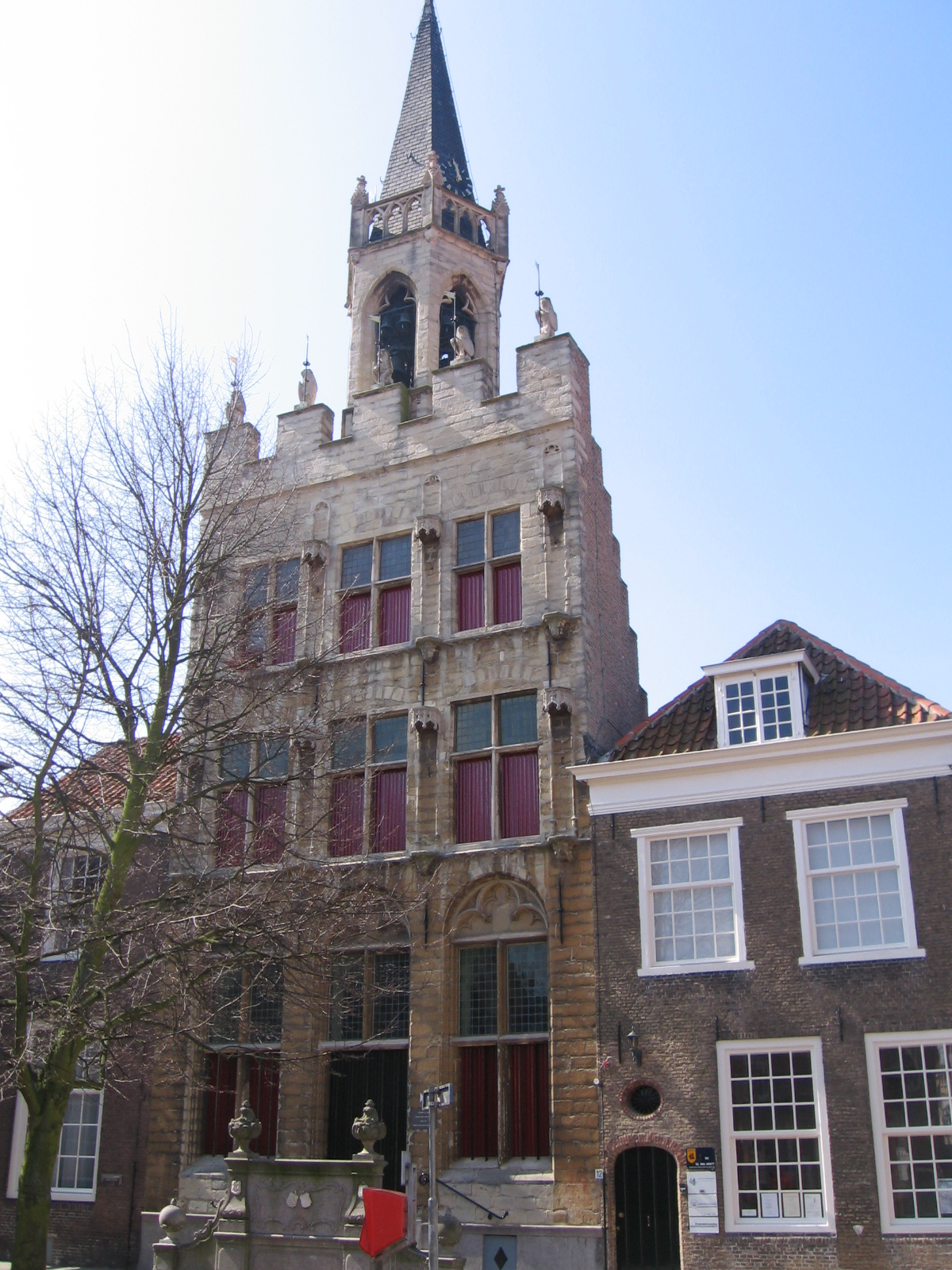
Het kantongerecht zetelde in het stadhuis van Tholen

Het kantongerecht Tholen was van 1838 tot 1934 een van de kantongerechten in Nederland. Oorspronkelijk was Tholen het derde, later het tweede kanton van het arrondissement Zierikzee. Het gerecht zetelde in het stadhuis van Tholen.

## Het kanton
Kantons worden in Nederland ingevoerd in de Franse tijd. In ieder kanton zetelde een vrederechter. Deze werd in 1838 opgevolgd door de kantonrechter. Daarbij werd het aantal kantons fors ingekrompen, maar voor Tholen veranderde er feitelijk niets. Het kanton besloeg de eilanden Tholen en Sint Philipsland. Tot het kanton behoorden destijds de gemeenten: Tholen, Oud-Vossemeer en Vrijberge, Poortvliet en Nieuwstrijen, Scherpenisse en Westkerke, Sint-Annaland, Sint-Maartensdijk, Stavenisse en Sint Philipsland